# Mary Robinson (poet)
Mary Robinson, född Darby 27 november 1758, död 26 december 1800, var en brittisk poet och skådespelare. Hon var älskarinna till den blivande Georg IV av Storbritannien mellan 1779 och 1781. Hon kallades vanligen Perdita efter sin roll i William Shakespeares komedi En vintersaga.
Robinson, som var ett av fem syskon, fick privatundervisning i hemmet tills föräldrarna skilde sig och hon flyttades till en skola i Marylebone i London. Hennes debut som Cordelia i Kung Lear sköts upp när hon träffade sin blivande man, Thomas Robinson som hon gifte sig med 12 april 1773. Hon publicerade sin första diktsamling ett par år senare men den fick ett dåligt mottagande.

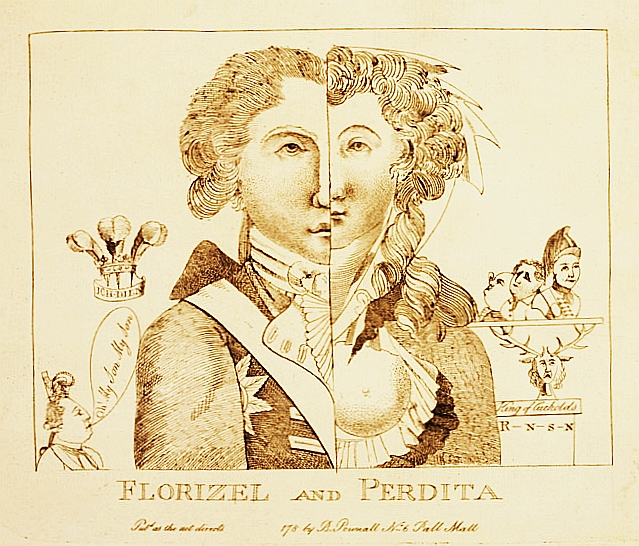
Karikatyr från 1783 av prins George och Mary Robinson som Florizel och Perdita.

Robinson återvände till teaterscenen 1776 med titelrollen i Romeo och Julia och spelade ledande roller i många andra pjäser. År 1779 spelade hon rollen som Perdita som väckte prins Georges intresse och de blev älskare. När romansen tog slut fick Robinson £5000 av prinsen efter att ha hotat att gå till pressen med historien. 
1788 började hon skriva poesi och noveller i olika tidskrifter. Hon var feminist, stödde den franska revolutionen och skrev om många kontroversiella ämnen. 
Robinson hade många litterära vänner såsom John Wolcot, Mary Wollstonecraft och William Godwin och var omskriven i pressen men sjönk allt djupare i ekonomisk misär.